# Galactopteryx
Galactopteryx là một chi bướm đêm thuộc họ Geometridae.